# Theope pakitza
Theope pakitza is een vlindersoort uit de familie van de prachtvlinders (Riodinidae), onderfamilie Riodininae.
Theope pakitza werd in 1998 beschreven door Hall, J & Harvey.